# Faunis leucis
Faunis leucis is een vlinder uit de familie Nymphalidae. De wetenschappelijke naam van de soort is voor het eerst geldig gepubliceerd in 1861 door Felder & Felder.